# Ludolf von Rechede
Ludolf von Rechede (* im 13. Jahrhundert; † 8. April 1301) war Domherr in Münster.

## Leben
Ludolf von Rechede entstammte der münsterländischen ritterbürtigen Familie von Rechede, die ihren Ursprung Ende des 11. Jahrhunderts in der Landesburg Rechede bei Olfen hatte. Er war der Sohn des Johann von Rechede. Sein Onkel Gottfried von Rechede war von 1245 bis 1263 Vizedominus und Domherr in Münster. Ludolf findet erstmals am 6. April 1279 als Domherr zu Münster urkundliche Erwähnung. Er bekleidete auch das Amt des Domkellners. In dieser Funktion oblag ihm die Führung der wirtschaftlichen Angelegenheiten des Domkapitels. Im März 1301 wird er als Domdechant genannt. Nach seinem Tod trat Lutbert von Langen die Nachfolge in diesem Amt an.